# Monestir de Krušedol

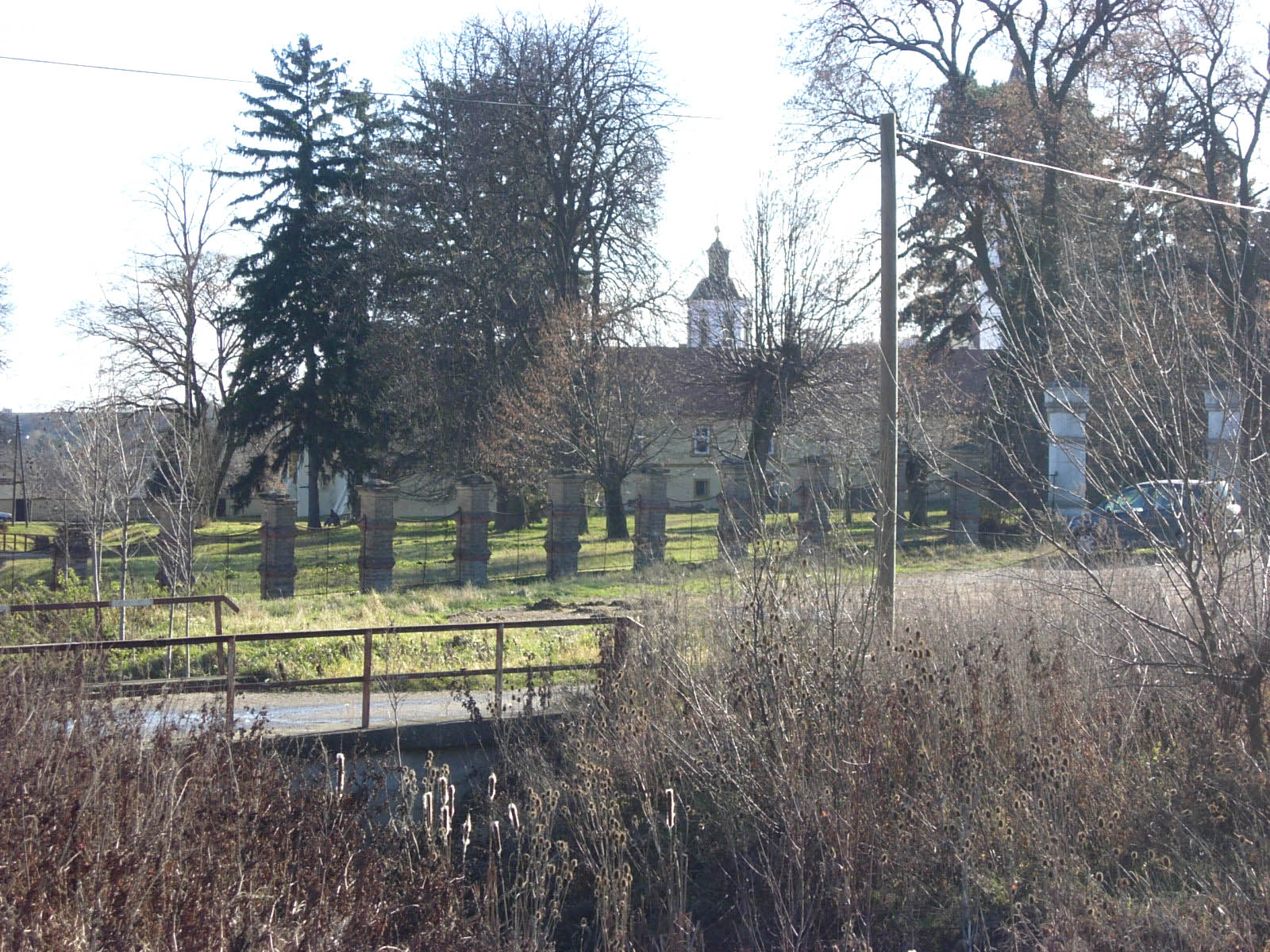
El monestir de Krušedol

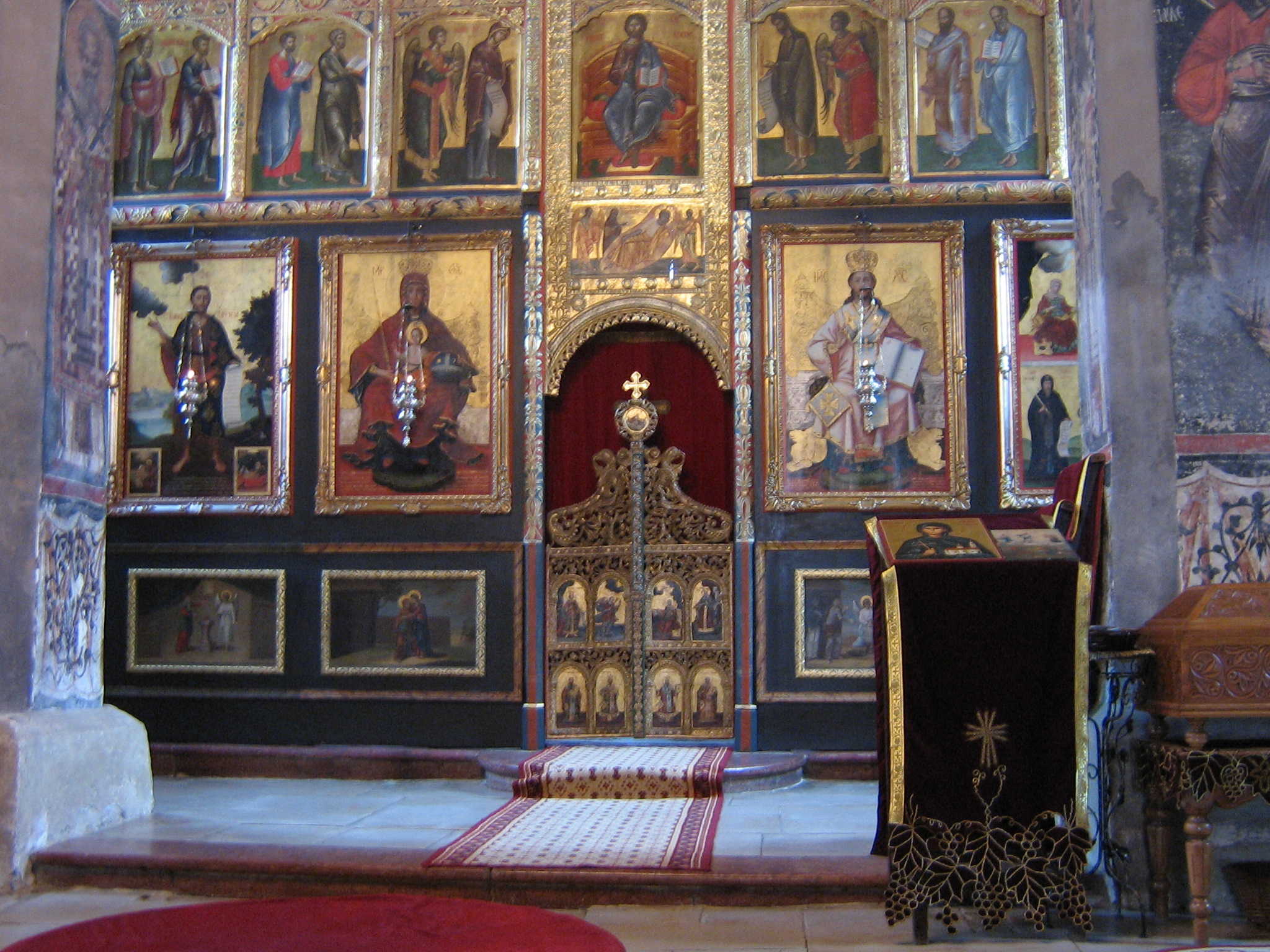
Iconòstasi de l'església del monestir.

El monestir de Krušedol (en serbi: Манастир Крушедол, Manastir Krušedol) és un monestir ortodox serbi de la muntanya de Fruška Gora, a la regió de Sirmia, al nord de Sèrbia, a la província de Voivodina. El monestir és el llegat de la de la família dels últims dèspotes serbis de Srem-Branković. Dedicat a l'Anunciació a la Mare de Déu, ha estat descrit com el "far espiritual" de Fruška Gora i la "segona Studenica".

## Història
Va ser fundada entre 1509 i 1514 pel Sant Maksim Branković, metropolità de Belgrad i Srem, i la seva mare Santa Angelina de Sèrbia. Idea original per convertir-se en el mausoleu de la família Branković. Inicialment, el monestir va gaudir del suport financer de Neagoe Basarab (que estava casat amb la princesa sèrbia Milica Despina de Valàquia) i el gran príncep Vasili III de Rússia. El 1708, es va convertir en la seu del Metropolità de Krušedol.
El 1670 tenia la germandat més gran de tots els monestirs de Fruška Gora: 90 monjos i 12 ancians. El 1690, durant la gran migració sèrbia, els monjos van fugir del monestir i es van traslladar a Szentendre prenent objectes de valor, relíquies i artefactes amb ells. Tornen a Krušedol el 1697. Quan els otomans es van retirar davant del príncep Eugeni de Savoia durant la guerra àustro-turca de 1716-1718, van saquejar el monestir i ho van cremar, però després es va reconstruir.
Durant la Segona Guerra Mundial, el monestir no va ser cremat, però va ser saquejat i danyat.

## Característiques
L'església va ser construïda originalment a l'estil de l'Escola de Morava. No obstant això, després de la reconstrucció del segle xviii, set finestres de l'església van ser reelaborades a l'estil barroc. A sobre d'una de les finestres del costat est, hi ha un rellotge de sol. Es dona l'hora de 06:00 a 17:00.
El monestir té el seu propi jardí de flors, préstecs i un parc. Està tancada i la porta del parc d'entrada està feta de la forma de l'església.

## Interior
Les icones i les pintures d'avui s'han adaptat simbòlicament des de l'època medieval original fins a l'època barroca. L'iconostasi conté icones de diferents èpoques, del segle xvi al segle xix. Els frescos originals de l'interior van ser pintats el 1545, però van ser pintats en tècnica a l'oli entre 1745 i 1757. Les pintures del segle xviii són obres de Jov Vasilijević i Stefan Tenecki.
La riquesa del monestir ha estat saquejat diverses vegades. Una part dels artefactes van ser retornats més tard. El valuós pertany originalment a la família Branković, o a les altres famílies nobles sèrbies. També hi ha una gran biblioteca. Els antics llibres de les esglésies van ser portats pel hegumen Amfilohije de Rússia el 1651. El 1662, "El servei i acatist als sants" va ser escrit a Krušedol, així com uns rics anals.

## Llocs d'enterrament
Tota la família Branković, així com dos patriarques de l'Església ortodoxa sèrbia, van ser enterrats a Krušedol.
Els patriarques enterrats al monestir són Arsenije III Čarnojević i Arsenije IV Jovanović Šakabenta. Entre les tombes d'altres figures històriques destaquen la princesa Ljubica Obrenović, que era l'esposa del príncep serbi Miloš Obrenović, el rei serbi Milan Obrenović, el comte Đorđe Branković (sense connexió amb la família Branković), el voivoda Stevan Šupljikac, metropolitans i bisbes Isaija Đaković (sr), Vikentije Popović (sr) i Nikanor Melentijević.

## Importància
S'ha descrit que "el que Studenica va ser per a la Sèrbia medieval, el monestir de Krušedol va ser per als serbis a Podunavlje". Molts artefactes de la volta del monestir es conserven avui al Museu de l'Església Ortodoxa Sèrbia.
A causa de la gran biblioteca, molts estudiosos solien visitar i romandre al monestir, inclòs el poeta Laza Kostić. L'autor Dejan Medaković va escriure sobre Krušedol, especialment sobre les pintures.
El monestir de Krušedol va ser declarat monument de la cultura de la importància excepcional el 1990 i està protegit per l'estat serbi. Es mostra a la moneda de 5 dinars.
El monestir és un receptor de l'Ordre de Sant Sava en el primer grau, i va mantenir un estatus de lavra imperial.

## Galeria
| - Configuració del monestir - Interior del monestir - Mural interior - Jardins al voltant del monestir - Entrada al monestir |